# Lamazière-Haute
Lamazière-Haute är en kommun i departementet Corrèze i regionen Nouvelle-Aquitaine i de centrala delarna av Frankrike. Kommunen ligger  i kantonen Eygurande som tillhör arrondissementet Ussel. År 2022 hade Lamazière-Haute 66 invånare.

## Befolkningsutveckling
Antalet invånare i kommunen Lamazière-Haute
Referens:INSEE